# Charlotte Hayes
Charlotte Hayes, född 1725 i Genua, död 1813, var en brittisk kurtisan.
Hayes tillhör de prostituerade och bordellägare som beskrivs i den samtida Harris's List of Covent Garden Ladies. Hon var dotter till en bordellägare och blev en av de mer uppmärksammade kurtisanerna i London jämsides med Lucy Cooper och Fanny Murray. Efter att hon avslutat sin karriär som kurtisan öppnade hon egen bordell. Hon att driva en av Londons mest framgångsrika bordeller under sin samtid och utökade denna till flera bordeller. Hon blev på 1750-talet sambo med hästuppfödaren Dennis O'Kelly och med hennes förtjänst från bordellverksamheten kunde de köpa två herrgårdar. Efter hennes O'Kellys död 1787 hade hon psykiska problem, och då hon 1798 sattes i gäldstuga löste sambons brorson Andrew O'Kelly ut henne på villkor att hon skrev över sina egendom på honom. Hennes liv efter detta är dåligt känt. 
Hon är en av de historiska gestalter vars liv har utgjort inspiration till karaktärerna i tv-serien Syndarnas hus.